# Metrische Notation
Eine metrische Notation (bzw. die dafür verwendeten metrischen Zeichen) dient in der Verslehre der Darstellung metrischer Schemata. Diese Schemata geben die Regelmäßigkeiten gebundener Sprache wieder. Je nachdem, woran sich solche Regelmäßigkeit festmacht, gibt es unterschiedliche Versprinzipien und dementsprechend auch unterschiedliche Formen metrischer Notation:
- Dem quantitierenden Versprinzip der antiken, altgriechischen und lateinischen Metrik entspricht eine traditionelle, sehr verbreitete Notation, die hauptsächlich Länge und Kürze von Silben wiedergibt. Sie wird auch heute zur Darstellung metrischer Schemata in modernen Literaturen verwendet, wobei das Symbol für Länge (—) der Hebung und das für Kürze (◡) der Senkung entspricht. Beispiel: —◡◡ stellt den Versfuß Daktylus dar.

- Ebenfalls im Bereich der antiken Metrik ist eine vereinfachende Formelnotation üblich, die Abkürzungen für die gebräuchlichen Versfüße verwendet und Versmaße und Strophenformen durch diese Abkürzung in Kombination mit der Anzahl der Versfüße wiedergibt. Beispiel: „da“ ist Abkürzung für den Daktylus, „da6“ bezeichnet daher den aus sechs Daktylen bestehenden Hexameter.

- Für das akzentuierende Versprinzip vor allem der älteren deutschen Dichtung ist eine von Andreas Heusler entwickelte Notation verbreitet, die sich stark an musikalischen Begrifflichkeiten orientiert und dementsprechend die Verse nicht nach Versfüßen, sondern nach Takten gliedert.

- Dem silbenzählenden Versprinzip entsprechen Notationsformen, die eine Strophenform durch die Silbenzahl der Verse und das Reimschema wiedergibt. Zur Darstellung von Reimschemata ist noch eine Notationsform verbreitet, die für reimende Verse in Strophen- oder Gedichtform gleiche Kleinbuchstaben verwendet. Beispiel: aabb wäre die Notation für einen paarreimenden Vierzeiler.

## Antike Notation

### Entwicklung
Die Anfänge metrischer Notation sind von der Entwicklung der Lesehilfen und der Interpunktion kaum zu trennen. Frühe Belege für metrische Markierung finden sich bereits in einer Inschrift auf dem sogenannten Nestorbecher von Ischia aus dem 8. Jahrhundert v. Chr. Als Erfinder sowohl der Interpunktion als auch der metrischen Notation gilt jedoch Aristophanes von Byzanz, bedeutender Philologe und Vorsteher der Bibliothek von Alexandria im 2. Jahrhundert v. Chr. Aristophanes war sicher nicht der erste, der solche Zeichen verwendet hat, da solche schon vorher erwähnt werden, er ist aber der erste, dessen Namen mit der Verwendung von Betonungszeichen verbunden wird. Auf ihn gehen die Betonungszeichen Akut (´) und Gravis (`) zurück, mit denen in der Metrik heute noch Haupt- bzw. Nebenakzent markiert wird.
Die Herkunft weiterer bereits in antiken Texten belegter metrischer Zeichen ist nicht bekannt. Zu diesen gehören insbesondere das eine Länge markierende diakritische Zeichen Makron (¯) und das die Kürze markierende Breve (˘). Auf diese gehen die heute in den Schemata verwendeten Symbole — und ◡ zurück.
Solche Lesehilfen erscheinen im Wesentlichen erst in den Papyri der Kaiserzeit, im 1. Jahrhundert v. Chr. sind vereinzelt prosodische Hilfen bezeugt.
Auf Aristophanes geht auch die zeilenweise Darstellung von Versen in lyrischen Texte zurück, zuvor waren diese wie Prosa fortlaufend geschrieben worden. Weiter trennte er Abschnitte durch einen Paragraphos (kurzen Strich zwischen den Zeilen), das Ende der letzten Strophe wurde mit einem Koronis (⸎; einer Art verziertem Paragraphos) markiert und sofern ein Gedicht in einem anderen Metrum folgte, wurde ein Asteriskos (⁜) verwendet.

### Zeichen
Die auf die antiken Notationsformen zurückgehenden heute zur Darstellung metrischer Schemata verwendeten Zeichen sind:
| Zeichen   | Name                                         | Bedeutung                                                                                         |
| --------- | -------------------------------------------- | ------------------------------------------------------------------------------------------------- |
| —         | Länge / elementum longum                     | in der Regel eine lange Silbe, kann aber auch in zwei kurze Silben aufgelöst werden               |
| ◡         | Kürze / elementum breve                      | wird stets durch eine kurze Silbe realisiert                                                      |
| ×         | Ambivalenz / elementum anceps                | lange oder kurze einzelne Silbe oder zwei kurze Silben                                            |
| ◠ oder ◠̣  | Indifferenz / elementum indifferens          | lange oder kurze einzelne Silbe                                                                   |
| ◡         | Indifferenz / elementum indifferens          | in der Regel kurze Silbe, kann auch lang sein                                                     |
| ◡         | Indifferenz / elementum indifferens          | in der Regel lange Silbe, kann auch kurz sein                                                     |
| ◡         | elementum biceps                             | in der Regel zwei kurze Silben, kann auch durch eine lange Silbe realisiert werden                |
| ◡         | elementum biceps                             | in der Regel lange Silbe, kann auch durch zwei kurze Silben realisiert werden                     |
| ◡(◡)      |                                              | zwei oder eine kurze Silbe in modernen Nachbildungen antiker Metrik                               |
| ○         | äolische Basis                               | zwei Silben, von denen eine kurz sein kann                                                        |
| ◡         | Anaklase                                     | Vertauschung von Kürze und Länge (z. B. an Stelle eines Jambus)                                   |
| ◡         | Anaklase                                     | Vertauschung von Länge und Kürze (z. B. an Stelle eines Trochäus)                                 |
| ^         | Akephalie am Versanfang Katalexe am Versende | fehlendes Element                                                                                 |
| ˌ         |                                              | Separierung von Versfüßen bzw. Metren, alternativ kann auch Punkt, Komma oder \| verwendet werden |
| \| oder ‖ | Zäsur bzw. Dihärese                          | durch Wortende entstehender Einschnitt im Versfußinneren bzw. am Verfußende                       |
| ¦         |                                              | häufiges Wortende                                                                                 |
| ⏜         | Brücke                                       | verbotenes Wortende                                                                               |
| / oder ‖  | Versende                                     | Separierung von Versen im Fließtext, sonst meist durch Zeilenwechsel wiedergegeben                |
| ⫽ oder ⦀  | Strophenende                                 | Separierung von Strophen im Fließtext, sonst meist durch neuen Absatz wiedergegeben               |

Vor allem bei den seltener verwendeten Symbolen ist die Notation oft nicht einheitlich. So wird zum Beispiel die äolische Basis statt mit ○○ auch mit ×× notiert und umgekehrt Anaklase mit ○○ notiert.
Manchmal wird bei der Notation auch differenziert zwischen den im Versschema verwendeten Symbolen und den für die Wiedergabe der aktuellen metrischen Gestalt verwendeten Symbolen. Da aber für die Wiedergabe der Längen und Kürzen in einem Vers grundsätzlich — und ◡ ausreichend sind und die Unterscheidung sich normalerweise aus dem Kontext ergibt, wird in obiger Tabelle nicht zwischen Gebrauch bei Versschema und Versgestalt unterschieden.

### Formelnotation
Zur vereinfachten Darstellung von Versmaßen hat sich eine Formelnotation eingebürgert, die aus einer Abkürzung des jeweiligen Versfußes in Kombination mit deren (hochgestellter) Anzahl besteht. Der aus sechs Jamben bestehende jambische Senar wird dann als ja6 oder als 6ja notiert. Außerdem gibt es auch Abkürzungen für Versmaße bzw. Verstypen, bei denen die angegebene Zahl sich auf die Anzahl der Silben bezieht, so ist alc9 der alkäische Enneasyllabus.
Die Formelnotation kann auch zur Beschreibung von Strophenformen verwendet werden. So beschreibt
alc11 / alc11 / alc9 / alc10
das Schema der alkäischen Strophe,
da6 / da5
das Elegische Distichon und
ja5 / ja5 / ja5 / ja5
oder abgekürzt
4 × ja5
den Vierzeiler aus jambischen Fünfhebern.
Folgende Abkürzungen werden verwendet:
| Abkürzung | Versfuß bzw. Versmaß                                     |
| --------- | -------------------------------------------------------- |
| ad        | Adoneus                                                  |
| alc       | Alkäischer Vers                                          |
| an        | Anapäst                                                  |
| ar        | Archilochius minor (armi) bzw. Archilochius maior (arma) |
| as        | Asclepiadeus minor (asmi) bzw. Asclepiadeus maior (asma) |
| ba        | Baccheus                                                 |
| cho       | Chorjambus                                               |
| cr        | Creticus                                                 |
| da        | Daktylus                                                 |
| diph      | Diphilius                                                |
| dis       | Distichon                                                |
| el        | Elegiambus                                               |
| ga        | Galljambus                                               |
| gl        | Glykoneus                                                |
| hem       | Hemiepes                                                 |
| ia        | Jambus                                                   |
| io        | Ionicus                                                  |
| ith       | Ithyphallicus                                            |
| phal      | Phaläkeus (elfsiliger äolischer Vers)                    |
| pher      | Pherekrateus                                             |
| pr        | Priapeus                                                 |
| r         | Reizianischer Vers rv bzw. Reizianisches Kolon rc        |
| sa        | Saturnier                                                |
| sapph     | Sapphicus                                                |
| tr        | Trochäus                                                 |
| wil       | Wilamowitzianus                                          |
| x         | Einzelsilbe                                              |

Die Anzahl der Versfüße kann durch weitere Kürzel für spezielle metrische Formen ergänzt oder auch ersetzt werden. So bezeichnet etwa ja4c einen katalektischen jambischen Quaternar.
| Kürzel   | Bedeutung    |
| -------- | ------------ |
| c oder ^ | katalektisch |
| d        | Dimeter      |
| mi       | a minore     |
| ma       | a maiore     |
| q        | Tetrameter   |
| t        | Trimeter     |

Bei Versmaßen, die unterschiedliche Formen aufweisen, kann die entsprechende Zahl nachgestellt werden. So würde zum Beispiel der 2. Glykoneus mit gl2 notiert werden. Ein Voranstellen bzw. Hochstellen der Zahl kann zu Verwirrung führen, da auf diese Art auch die Anzahl der Wiederholungen einer metrischen Form notiert wird.
Bei den füllungsfreien Versformen der älteren deutschen Sprachstufen, etwa des Mittelhochdeutschen wird häufig nur Zahl der Hebungen und die Kadenz notiert, eventuell in Verbindung mit dem Reimschema. Als Beispiel das Strophenschema des Bernertons:
4ma 4ma 3wb 4mc 4mc 3wb 4md 3we 4md 3we 4mf 3wx 3mf
Das heißt, der erste Vers ist ein Vierheber mit männlicher Kadenz (4m), der dritte Vers ist ein Dreiheber mit weiblicher Kadenz (3w) und das Reimschema (der jeweils dritte Buchstabe) ist aab ccb dede fxf.
Die Kadenz wird dabei mit m (männlich), w (weiblich) oder r (reich) notiert.

## Akzentnotation
Im Deutschen und anderen modernen Sprachen gilt in der Metrik das akzentuierende Versprinzip, das heißt statt Länge und Kürze wie in der quantitierenden Metrik der Griechen und Römer ist der Wechsel von betonten und unbetonten Silben ausschlaggebend.
Viele in quantitierender Metrik mögliche Versfüße treten daher praktisch nicht auf. Beispielsweise können zwar durchaus zwei an sich betonte Silben nebeneinander stehen, doch
- entweder ergibt sich aus dem Rhythmus des Verses, dass die eine gegenüber der anderen betont wird
- oder zwischen beiden Silben entsteht ein deutlicher Einschnitt, der im Versmaß als Dihärese oder Versgrenze abzubilden ist.

Umgekehrt treten Folge von mehr als zwei unbetonten Silben kaum auf, da in einer längeren Folge schwacher Silben eine Nebenakzent erhält.
Demnach könnte man die Darstellung metrischer Schemata im Deutschen und ähnlichen Sprachen stark vereinfachen und lediglich betont und unbetont unterscheiden bzw. Akzent und evtl. Nebenakzent markieren.
Im 19. Jahrhundert übernahm man daher zunächst die antike Notation und verwendete das Längenzeichen — für betonte und das Kürzezeichen ◡ für unbetonte Silben, was heute noch so praktiziert wird.
Alternativ hat man die antike Praxis übernommen, lange Vokale bzw. Iktus im Text durch Apex zu markieren, und markiert betonte Silben durch einen Akut-Akzent über dem Silbenvokal:
Es schlúg mein Hérz. Geschwínd, zu Pférde! 

Und fórt, wild wíe ein Héld zur Schlácht.
Abstrahierend wurde dann von Friedrich Kauffmann, Wolfgang Kayser und Anderen jede Silbe durch ein „x“ dargestellt, wobei der Hauptakzent durch Akut und der Nebenakzent durch Gravis markiert wird. Im Beispiel ergäbe das:
x x́ x x́ x x́ x x́ x / x x́ x x́ x x́ x x́.
Noch einfacher hat dann Ulrich Pretzel Hebung durch „X“ und Senkung durch „x“ dargestellt. Im Beispiel:
x X x X x X x X x / x X x X x X x X.

### Heuslersche Notation
Oberflächlich ähnlich, aber mit einem ganz anderen zugrundeliegenden Ansatz ist die von Andreas Heusler in seiner monumentalen, dreibändigen Deutschen Versgeschichte verwendete Notation, die vor allem im Bereich der germanistischen Mediävistik und da vor allem bei Untersuchungen zur mittelhochdeutschen Metrik heute noch vielfach verwendet wird.
Heusler gliedert dabei entsprechend der von ihm entwickelten Taktmetrik den Vers nicht wie bis dahin üblich nach Versfüßen, sondern – ähnlich wie beim Takt in der Musik – nach Takt gleicher Gesamtlänge, die stets mit einer Hebung beginnen. Den taktfüllenden Silben werden unterschiedliche Längen mit entsprechenden Notenwerten zugewiesen, wobei eine normale Silbe die Länge einer Mora hat, was einer Viertelnote entspricht und durch x dargestellt wird. Der Hauptakzent wird durch Akut (x́) und der Nebenakzent durch Gravis (x̀) markiert. Da ein Takt stets mit einer Hebung beginnt, bilden Senkungen am Anfang des Verses einen als Versauftakt bezeichneten Versteil, die letzten beiden Takte bilden die Kadenz und der Rest des Verses das Versinnere.
Die Heuslersche Notation verwendet die folgenden Zeichen:
| Zeichen | Notenwert | Moren | Bedeutung                    |
| ------- | --------- | ----- | ---------------------------- |
| └─┘     | 1         | 4     | Vier Viertel                 |
| └─╴     | 3/4       | 3     | Drei Viertel                 |
| ─       | 1/2       | 2     | Zwei Viertel                 |
| x.      | 3/8       | 3/2   | Dreiachtel                   |
| x       | 1/4       | 1     | Viertel                      |
| ◡       | 1/8       | 1/2   | Achtel                       |
| ◠       | 1/16      | 1/4   | Sechzehntel                  |
| ○       |           |       | unbestimmte Silbe            |
| ^       | 1/4       | 1     | pausiertes Viertel           |
| \|      |           |       | Taktgrenze                   |
| ‖       |           |       | Versende                     |
| . \|    |           |       | einsilbiger Auftakt          |
| .. \|   |           |       | zweisilbiger Auftakt         |
| x́       |           |       | Viertelsilbe mit Hauptakzent |
| x̀       |           |       | Viertelsilbe mit Nebenakzent |

Der bekannte erste Vers von Goethes Faust
Ihr naht euch wieder, schwankende Gestalten […]
würde im bewegten Zweivierteltakt nach Heusler wie folgt notiert werden:
x  |  x́ x  |  x́ x  |  x́ x  |  x̀ x  |  x́ x  ‖  

## Silbenzählende Versschemata
Beim silbenzählenden Versprinzip ist der Vers bestimmt durch:
- die Zahl der Silben
- betonte Silbenpositionen im Vers, wobei x́ eine (obligatorisch) betonte und x eine unbetonte oder freie Silbe markiert
- Position einer (obligatorischen) Zäsur
- männliche bzw. weibliche Kadenz
- Form der Verschränkung der Verse im Reim

Falls Alternation gilt, das heißt regelmäßiger Wechsel von betonten und unbetonten Silben, sind zum Beispiel bei einem achtsilbigen Vers dann nur zwei rhythmische Realisierungen möglich, nämlich
xx́xx́xx́xx́ (steigend)
und
x́xx́xx́xx́x (fallend).
Häufig gibt aber das Versmaß die Rhythmisierung nicht vollständig vor, beispielsweise legt der Endecasillabo a minore nur Betonungen auf der 4. und 10. von 11 Silben fest:
xxxx́xxxxxx́x
Ein solches Versmaß lässt dann verschiedene Rhythmisierungen zu, wobei betonte und unbetonte Silben in der Rhythmisierung dann auch durch — und ◡ notiert werden können. Im Fall des Endecassilabo wird eine Zäsur nach der ersten obligatorischen Betonung gefordert, man hat also beispielsweise als mögliche Rhythmisierungen:
- ◡—◡—◡ ‖ —◡—◡—◡ (rein jambische)
- —◡◡—◡◡ ‖ —◡◡—◡ (daktylisch)
- —◡◡—◡ ‖ —◡—◡—◡ (daktylisch-trochäisch)
- usw.

Durch den Wechsel der Rhythmisierung im Gedicht ergibt sich ein lebendiger, abwechslungsreicher Sprachrhythmus im Gegensatz zur Monotonie reiner Alternation.

## Reimschema
Das Reimschema wird durch Kleinbuchstaben a, b, c usw. wiedergegeben, wobei reimenden Versen gleiche Buchstaben entsprechen. Zum Beispiel wäre ein kreuzreimender Vierzeiler durch [abab] wiederzugeben oder ein bekanntes Reimschema des Sonetts durch [abba  abba cdc dcd]. Nichtreimende Verse werden im Reimschema üblicherweise durch w (für „Waise“, eine andere Bezeichnung für einen nichtreimenden Vers) oder besser durch x wiedergegeben, da w mit der Bezeichnung der Kadenz verwechselt werden kann, die mit m für männliche und w für weibliche Kadenz notiert wird.
Ein jambischer, kreuzgereimter Vierzeiler mit 8 bzw. 9 Silben je Vers lässt sich also vollständig notieren als:
8ma / 9wb / 8ma / 9wb
Wenn der jambische Rhythmus bekannt ist, genügt auch
8a / 9b / 8a / 9b
oder
8a 9b 8a 9b.
Soll allein das Reimschema ohne Angabe von Silbenzahl und Kadenz wiedergegeben werden, so notiert man einfach [abab].

## Typographie
Was die Darstellung der speziellen, in metrischer Notation verwendeter Symbole im Text betrifft, so sind vor allem die Symbole der antiken Notation in Standardschriftarten nicht enthalten. Man verwendet daher in einer typographisch vereinfachenden Schreibweise auch oft den Bindestrich „-“ zur Darstellung betonter und (aufgrund der optischen Ähnlichkeit mit ◡) den Buchstaben „v“ für unbetonte Silben.
Im Unicode sind im Unicodeblock Verschiedene technische Zeichen die folgenden Symbole der antiken metrischen Notation definiert:
| Codepoint | HTML     | Zeichen | Name                          |
| --------- | -------- | ------- | ----------------------------- |
| U+23D1    | &#x23D1; | ⏑       | METRICAL BREVE                |
| U+23D2    | &#x23D2; | ⏒       | METRICAL LONG OVER SHORT      |
| U+23D3    | &#x23D3; | ⏓       | METRICAL SHORT OVER LONG      |
| U+23D4    | &#x23D4; | ⏔       | METRICAL LONG OVER TWO SHORTS |
| U+23D5    | &#x23D5; | ⏕       | METRICAL TWO SHORTS OVER LONG |
| U+23D6    | &#x23D6; | ⏖       | METRICAL TWO SHORTS JOINED    |

Die Unterstützung der entsprechenden Glyphen in den auf Computern üblicherweise installierten Schriftarten ist allerdings schlecht, daher werden, wenn keine geeignete Schriftart installiert ist, in obiger Liste in der Spalte „Zeichen“ statt der metrischen Symbole Ersetzungszeichen zu sehen sein.
Schriftarten, welche die metrischen Symbole von Unicodeblock 2300 unterstützen, sind:
- Cardo[6]
- Code2000
- EversonMono von Michael Everson[7]